# Herzog-Ernst-Medaille
Die Herzog-Ernst-Medaille wurde am 16. September 1906 von Herzog Ernst I. von Sachsen-Altenburg anlässlich seines 80. Geburtstages zur Anerkennung von Verdiensten jeder Art, insbesondere von Verdiensten um das herzogliche Haus oder das öffentliche Wohl gestiftet.
Die silberne Medaille zeigt auf der Vorderseite das nach links gewandte Brustbild des Stifters in Uniform mit umgehängtem Mantel. Umlaufend die Inschrift ERNST HERZOG VON SACHSEN-ALTENBURG. Auf der Rückseite ist die verzierte Initiale E  (Ernst) und darüber die Herzogskrone zu sehen. Links daneben die Jahreszahl 1826 und recht 1906. Darunter am unteren Rand 16. September.
Seit 1. August 1909 wurde die Medaille mit dem Bildnis von Herzog Ernst II. verliehen. Weitere Veränderungen erfuhr die Auszeichnung am 31. August 1915 mit der Einführung der Krone, die zur Anerkennung besonderer Verdienste auf dem Gebiet der freiwilligen Kranken- und Wohlfahrtspflege während des Ersten Weltkriegs mit einer die Jahreszahl 1914 tragenden Bandschleifen in Silber gestiftet wurde.
Im gleichen Jahr erfolgte die Einführung der Schwerter für Kriegsverdienste. Für wiederholte Kriegsverdienste wurde die Auszeichnung mit Schwertern und Krone verliehen. Außerdem erhielten die Mitglieder seines Gefolges, die ihn ins Felde begleitet hatte, die Medaille mit einem dreiblättrigen silbernen Eichenblatt auf dem Band. Darauf die Jahreszahl 1914/15.
Die Auszeichnung wurde an einem himmelblauen Band mit zitronengelben Seitenstreifen auf der linken Brust getragen.
Schließlich erfolgte als letztes am 29. Juni 1918 die Stiftung der Herzog-Ernst-Medaille I. Klasse mit Schwertern als Steckkreuz.
Das Ordenszeichen ist ein vierarmiges Georgskreuz, dass von einem dichten Kranz (links Eichenlaub, recht Lorbeer) umschlossen ist. Auf dem Kreuz die Herzog-Ernst-Medaille. Durch die Kreuzwinkel verlaufen die Schwerter.

## Bekannte Träger
- Adolf von Brauchitsch
- Max Büttner
- Friedrich Fahro
- Friedrich von Friedeburg
- Balduin Gärtner
- Friedrich von Gontard
- Hermann Kluge
- Albert Meyer[1]
- Robert Nhil
- Ludwig von Ompteda